# Landtagswahl in Sachsen 1946
- SED: 59
- VdgB: 2
- KB: 1
- LDP: 30
- CDU: 28

Die Landtagswahl in Sachsen am 20. Oktober 1946 war die einzige Landtagswahl auf dem Gebiet Sachsens bis 1990, die den Anschein hatte, frei, allgemein und geheim – also demokratisch zu sein.
Die SED verfehlte knapp die absolute Mehrheit.

## Detailergebnis
Das amtliche Wahlergebnis lautete wie folgt:
- Wahlberechtigte: 3.803.416
- Wähler: 3.518.108 (Wahlbeteiligung: 92,5 %)
- Ungültige Stimmen: 227.113

| Nr. | Partei               | Stimmen   | Anteil in % | Sitze |
| --- | -------------------- | --------- | ----------- | ----- |
| 1   | SED                  | 1.616.068 | 49,1 %      | 59    |
| 2   | LDP                  | 813.224   | 24,7 %      | 30    |
| 3   | CDU                  | 766.859   | 23,3 %      | 28    |
| 4   | VdgB                 | 57.356    | 1,7         | 2     |
| 5   | Landesfrauenausschuß | 18.340    | 0,6         | 0     |
| 6   | KB                   | 19.148    | 0,6         | 1     |

## Folgen
Nach der Wahl wurde eine Allparteienregierung unter Rudolf Friedrichs, SED, gebildet. Am 30. Juli 1947 folgte ihm Max Seydewitz, ebenfalls SED, nach.